# Leopoldplatz (métro de Berlin)
Leopoldplatz est une station de la ligne 6 et de la ligne 9 du métro de Berlin, dans le quartier de Wedding, sous la place du même nom.

## Histoire

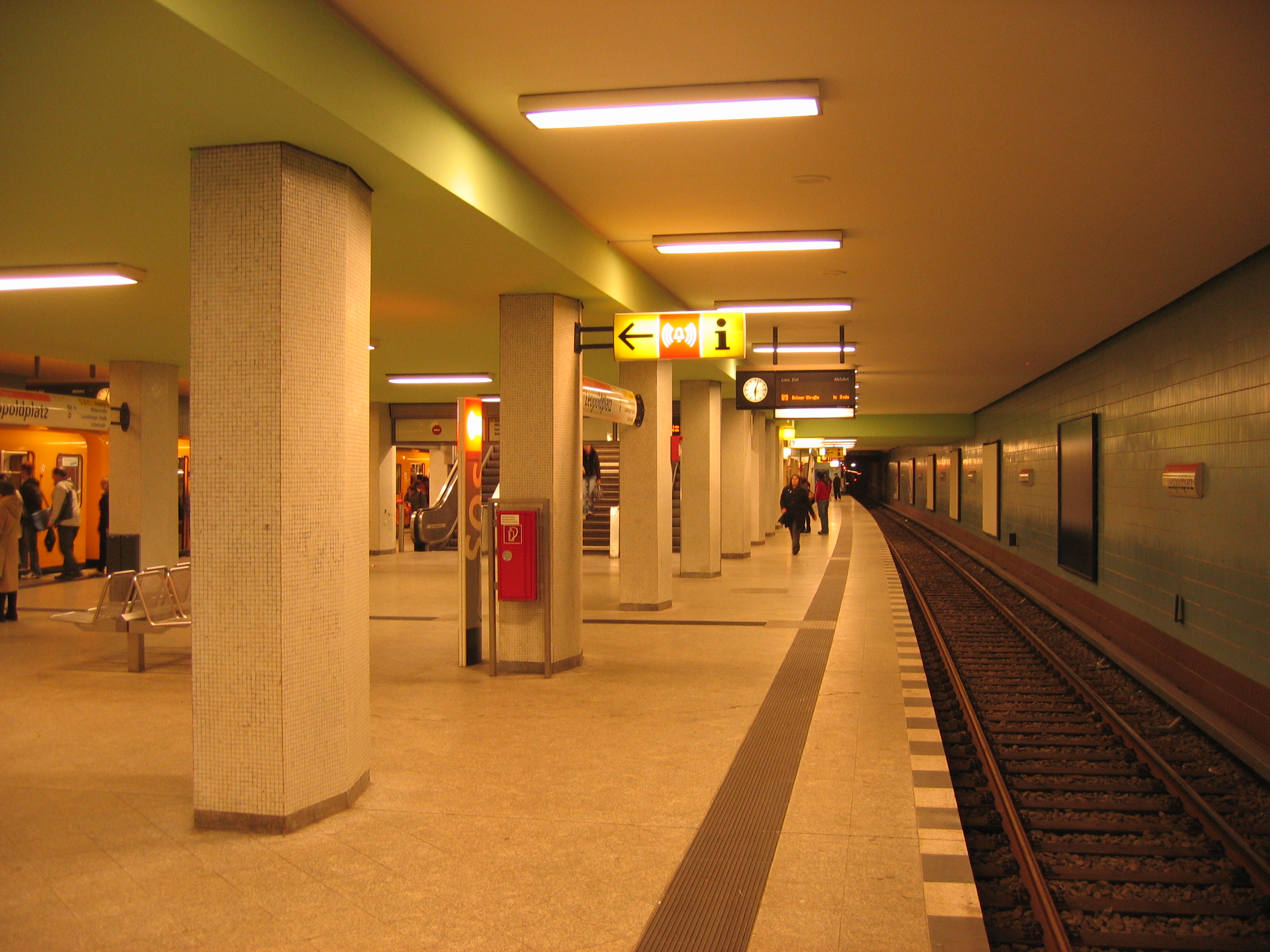
Quai de la ligne 6

La station ouvre le 8 mars 1923 dans le cadre de l'extension de la ligne C (aujourd'hui ligne 6) entre Seestraße et Naturkundemuseum. Avec la construction de la ligne G (aujourd'hui ligne 9) entre 1959 et 1961, elle devient un pôle d'échanges le 28 août 1961. Les deux stations se superposent perpendiculairement sur 14 mètres.
D'août 1961 à  avril 1976, Leopoldplatz est le terminus nord de la ligne 9. Il y a ainsi trois ronds-points qui servent encore. En outre, une connexion entre les deux lignes de la voie est installée, qui sert à aller au dépôt.
En 2007, la station est entièrement rénovée.

## Correspondances
La station de métro est en correspondance avec des stations d'omnibus de la Berliner Verkehrsbetriebe.